# Evangelische Kirche Eichen (Schopfheim)

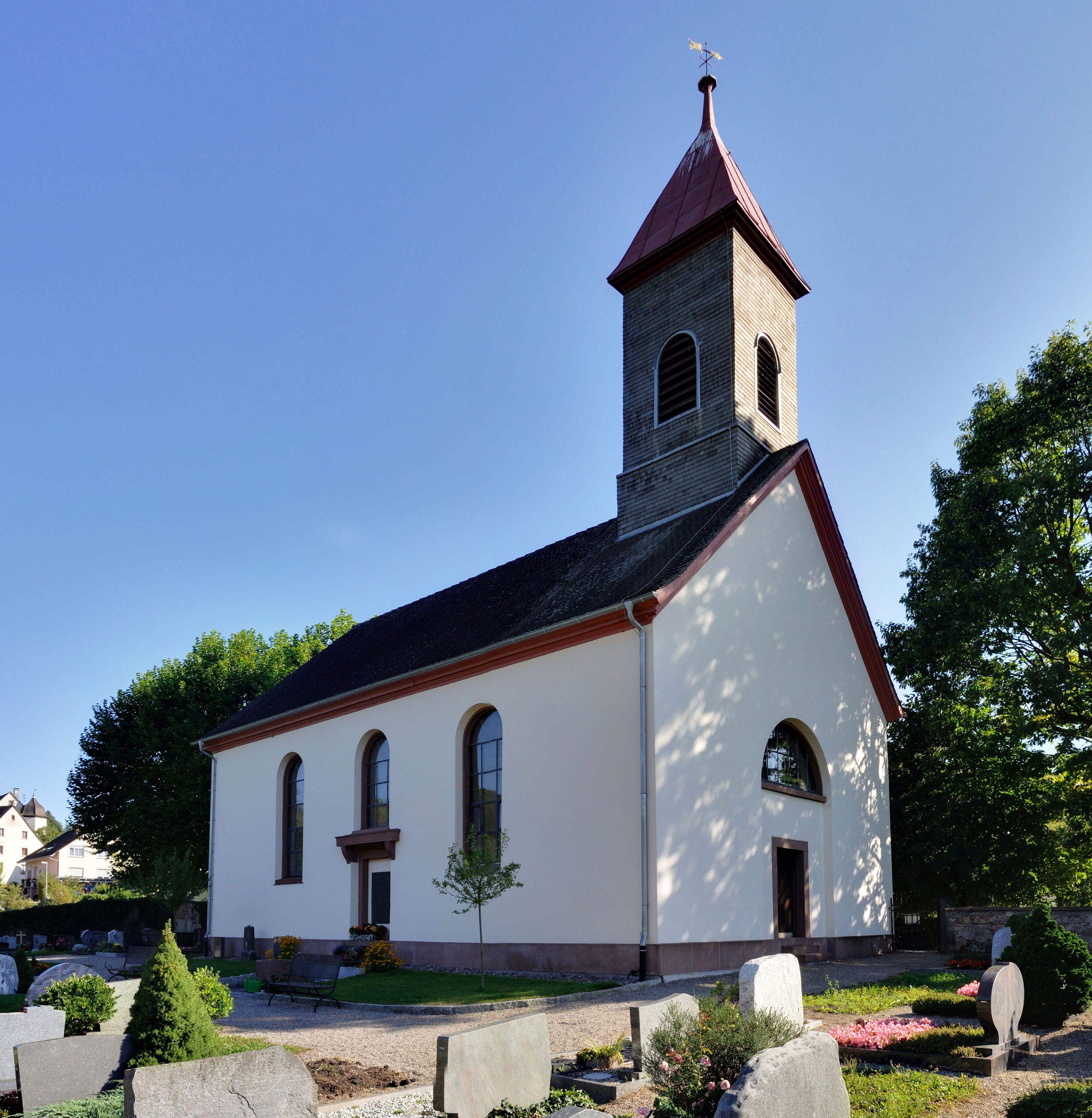
Evangelische Kirche Eichen

Die Evangelische Kirche Eichen in Eichen, einem Stadtteil von Schopfheim im baden-württembergischen Landkreis Lörrach, wurde in den 1810er Jahren erbaut.

## Geschichte
Eine St.-Pankratius-Kapelle in Eichen stand bereits Mitte des 12. Jahrhunderts, wie archäologische Grabungen in den Jahren 1979 und 1980 nachwiesen. Die benachbarten Flurnamen Kirchrain und Kirchweid zeugen zusätzlich von dieser Tatsache. Zeitweise wurden von Eichen aus die Gemeinden Hasel und Dossenbach mit betreut. Die erste urkundliche Erwähnung eines Priesters (Dietrich von Eichen) erfolgte 1243. Bekannt ist, dass dieser erste Bau über einen trapezförmigen Grundriss verfügte, der sich nach Osten hin verbreiterte und mit einer eingezogenen Apsis abschloss. Im 14. Jahrhundert erfuhr der Chor eine Umgestaltung. Zwischen 1360 und 1370 wird Eichen als Filiale von Schopfheim erwähnt („ecclesia Schopfheim cum filiabus, videlicet Eychem et Warnow“).
Die heutige Kirche in Eichen wurde 1818 fertiggestellt, wovon die eingemeißelte Jahreszahl über dem Südeingang zeugt. Im 19. Jahrhundert diente sie vorübergehend als Simultankirche, bis die katholische Gemeinde 1880 mit der Pfarrkirche St. Bernhard ihr eigenes Gotteshaus in Schopfheim erhielt. 1963 renovierte man den Innenraum, bei dem auch der Altar modernisiert wurde.

## Beschreibung

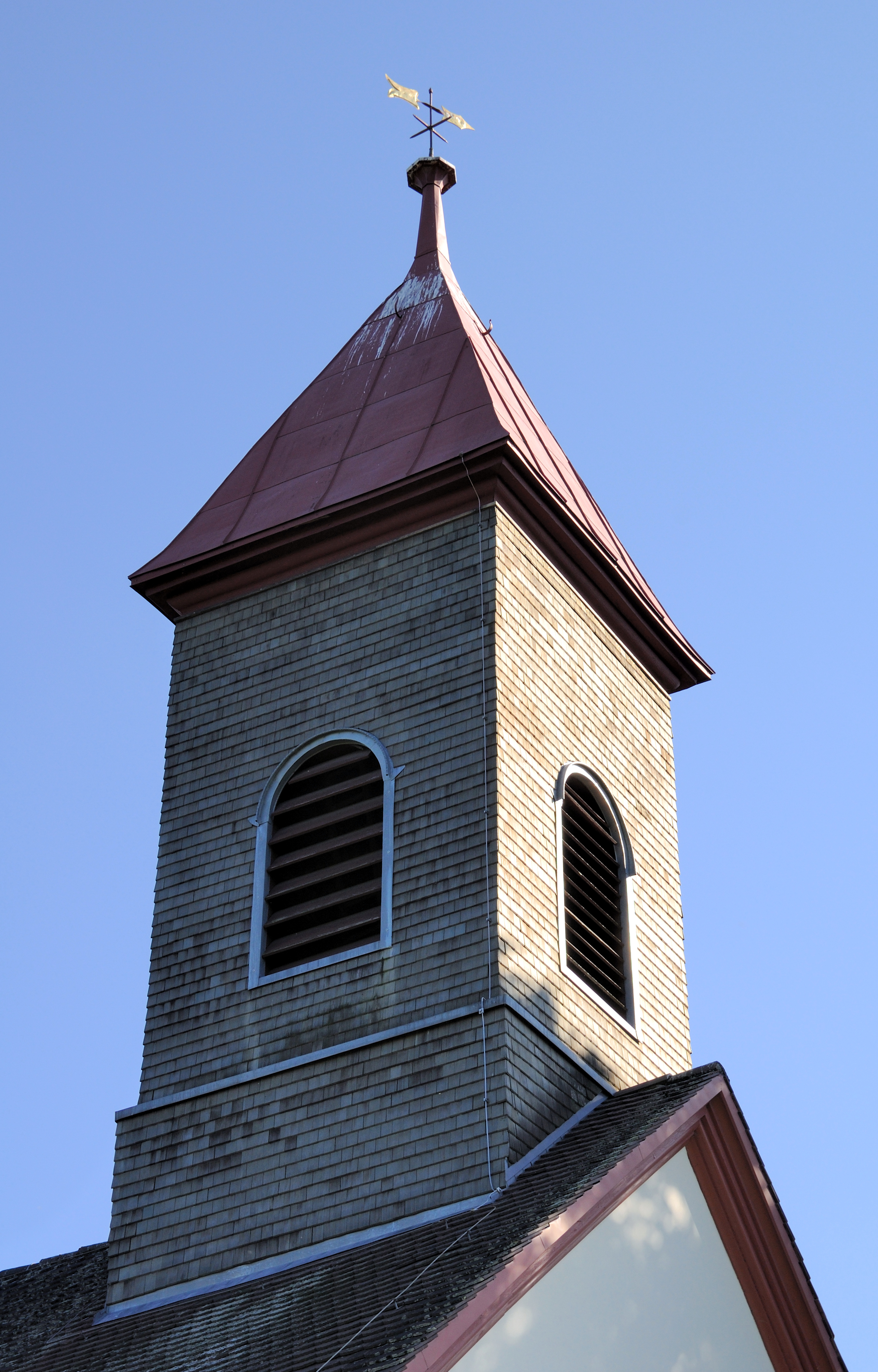
Dachreiter

Das Gotteshaus steht am westlichen Ortsrand, unweit der B 317, und ist von einem kleinen Friedhof umgeben. Der rechteckige Saalbau mit Satteldach hat an seinen Längsseiten jeweils drei rundbogige Fenster und trägt zur Westseite einen Dachreiter, der seinerseits über ein Pyramidendach mit Turmkugel und Kreuz abgeschlossen wird. An der Ostwand ist ein Stein in die Fassade eingelassen, welche das markgräfliche Wappen mit der Jahreszahl 1505 trägt. Ungewöhnlich in der Schreibweise der lateinischen Zahlen MCCCCCV ist die Häufung der fünf C, dem Zeichen der Hundert.
Die bronzene e′′-Glocke wurde 1710 von Jacob Roth und Hans Heinrich Weitenauer aus Basel gegossen und dürfte aus der Kapelle übernommen worden sein. Die 2022 eingeweihte einmanualige Truhenorgel wurde von Jens Steinhoff aus Schwörstadt gebaut und ersetzte ein älteres Instrument von Wilhelm Wagner aus Grötzingen. Sie hat sechs Register mit angehängtem Pedal und lässt sich bei Bedarf als Begleitinstrument für Konzerte in andere Kirchen transportieren.